# HMS Assistance (1850)
Pour les autres navires du même nom, voir HMS Assistance.
Le HMS Assistance est un navire d'exploration de la Royal Navy.

## Histoire
Construit en 1850 à Howrah comme navire marchand sous le nom de Baboo, il est acheté par la Royal Navy pour servir dans l'Arctique.
Il participe à deux expéditions notables, celle d'Horatio Thomas Austin (1850-1851) dans le cadre des recherches de l'expédition Franklin aux côtés du HMS Resolute et celle d'Edward Belcher (1852-1854).
Lors de cette dernière, il est pris dans les glaces près de l'île de Bathurst et est abandonné.